# Eusoff Agaki Ismail
Eusoff Agaki bin Ismail (voller Titel: Yang Berhormat Dato Seri Paduka Eusoff Agaki, geb. 26. März 1949) ist ein Politiker in Brunei. Er war Deputy Minister im Prime Minister’s Office (PMO) von 2005 bis 2010.

## Leben

### Ausbildung
Eusoff Agaki erhielt seinen Schulabschluss 1964 zusammen mit Sultan Hassanal Bolkiah, Abu Bakar Apong und Goh King Chin am Sultan Omar Ali Saifuddien College. Er erwarb einen Bachelor of Arts in Südostasienwissenschaften an der University of Hull in Großbritannien, einen Master in Philosophie ebenfalls in Hull, sowie einen Master in Public Administration an der Harvard University.

### Karriere
Als stellvertretender Kontrolleur der Royal Customs and Excise begann Eusoff Agaki 1974 für die Regierung von Brunei zu arbeiten und blieb dort bis 1992. Anschließend arbeitete er für das Finanzministerium, bevor er am 1. November 1994 zum Direktor für Sonderaufgaben ernannt wurde, eine Position, die er bis zum 15. November 1995 innehatte. Anschließend wurde er zum Direktor des ASEAN European Commission Management Centre (AEMC) ernannt. Bis zum 25. Mai 1999 war er in dieser Funktion tätig. An diesem Tag wurde er zum acting special duty officer des Prime Minister’s Office ernannt. Am 2. April 2000 trat er wieder der Royal Customs and Excise bei und arbeitete dort etwa fünf Jahre lang als Controller.
Eusoff Agaki wurde am 24. Mai 2005 zum stellvertretenden Minister des Prime Minister’s Office im vierten Kabinett ernannt. Derzeit ist er gleichzeitig Direktor der Abteilung für innere Sicherheit (Internal Security Department, ISD). Am 24. Januar 2008 fand im Center for Strategic and Policy Studies (CSPS) in Gadong das erste E-Government Leadership Forum (EGLF) statt, an dem er als „geschäftsführender Eigentümer“ und Vorsitzender des Projekts in Brunei teilnahm. vom 25. bis 27. Februar 2009 besuchte er die 3. Konferenz der ASEAN-Verteidigungsminister (ADMM) in Pattaya, Thailand. Die Minister trafen sich außerhalb der Versammlung informell mit ihren Kollegen, um den Stand der Verteidigungszusammenarbeit ihrer jeweiligen Länder und über besorgniserregende Fragen zu besprechen. Er führte außerdem getrennte bilaterale Gespräche mit Teo Chee Hean und Phùng Quang Thanh.

## Werke
- Eusoff Agaki Haji Ismail: Brunei Darussalam: its re-emergence as a sovereign and independent Malay-Muslim Sultanate. University of Hull 1991.

## Ehrungen
Eusoff Agaki wurde mit den folgenden Ehrungen ausgezeichnet:
- Order of Seri Paduka Mahkota Brunei Erster Klasse (SPMB) – Dato Seri Paduka, 15. Juli 2006.[8]
- Sultan Hassanal Bolkiah Medal (PHBS), 15. Juli 2006.[9]